# Acreichthys hajam
Acreichthys hajam és una espècie de peix de la família dels monacàntids i de l'ordre dels tetraodontiformes.

## Morfologia
- Els mascles poden assolir 7 cm de longitud total.[4][5]

## Hàbitat
És un peix marí, de clima subtropical i demersal.

## Distribució geogràfica
Es troba a les Filipines i el Japó (incloent-hi les Illes Ryukyu).

## Observacions
És inofensiu per als humans.